# Côtes du Rhône-Villages

Mapa regionu winiarskiego Rhône. "Zoom A" – część południowa, "Zoom B" – część północna.

Côtes du Rhône-Villages – region winiarski we Francji, w dolinie Rodanu.
Wioski w dolinie Rodanu, to drugi co do wielkości produkcji region winiarski we Francji, zaraz po regionie Bordeaux. Obejmuje teren sześciu departamentów: Rodan, Loara, Ardèche, Drôme, Gard i Vaucluse. W tym regionie wina produkowano już w III w. p.n.e. Dominującymi szczepami czerwonymi są syrah (zwłaszcza w północnej części) i grenache, a białymi – viognier i clairette.